# 三好氏遠端肌肉無力症
三好氏遠端肌肉無力症（Distal muscular dystrophy (distal myopathy)）是一群主要是發生在手或腳的疾病，其中許多種和戴斯弗林蛋白有關，但不是所有的三好氏遠端肌肉無力症都是如此。是一種隱性遺傳疾病。

## 體徵和症狀
三好氏遠端肌肉無力症會影響不同的肢體部位，最早會在五歲時就出現，晚則會到五十歲才出現症狀。此疾病的病程進展很慢，患者有可能到四十多歲或五十多歲才知道自己有此疾病。
三好氏遠端肌肉無力症會影響下肢後方的肌肉，比較不會影響下肢前方的肌肉。

## 病因

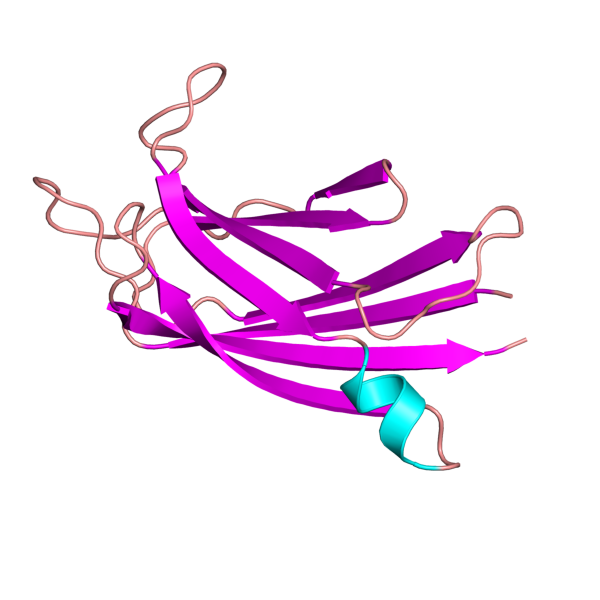
DYSF

此疾病的病因很難確定，因為可能是至少八個基因中某一個突變所造成，而且尚未完全確定。突變可能是遺傳自父母任一方、體染色體顯性遺傳，或是來自父母雙方、體染色體隱性遺傳。

### 肌病形態
| Name                   | OMIM   | Locus                  |
| ---------------------- | ------ | ---------------------- |
| 三好氏遠端肌病變(日本) | 254130 | DYSF基因於2p13.3-p13.1 |
| 遠端肌病與前脛骨發病   | 606768 | DYSF基因於2p13.3-p13.1 |
| 韋蘭德遠端肌病症       | 604454 | TIA1於2p13             |

DYSF基因也和肢帶型肌肉營養不良症的2B型有關。

## 延伸閱讀
- Udd, Bjarne. . Biochimica et Biophysica Acta (BBA) - Molecular Basis of Disease. February 2007, 1772 (2): 145–158  [26 August 2016]. doi:10.1016/j.bbadis.2006.08.005.

## 外部連結
- GeneReviews/NCBI/NIH/UW entry on Dysferlinopathy: Miyoshi Distal Myopathy (Miyoshi Myopathy), Limb-Girdle Muscular Dystrophy Type 2B (LGMD2B)（页面存档备份，存于）
- Slides at neuro.wustl.edu
- Jain Foundation Inc: Research into Miyoshi/LGMD2B（页面存档备份，存于）
- Muscular Dystrophy Association's website in Greece（页面存档备份，存于）
- Muscular Dystrophy Association in the USA